# Danh sách quân chủ Ba Lan
Dưới đây là danh sách những người cai trị các thế chế quân chủ ở Ba Lan từ khoảng giữa thế kỷ thứ 10 cho đến năm 1795, từ các Công tước và Vương công (từ khoảng giữa thế kỷ 10 và 14), xen lẫn với các vị vua (khoảng từ thế kỷ 11 cho đến 18). Vào những thế kỉ cuối cùng của thời kỳ quân chủ ở Ba Lan (từ thế kỷ 16 đến thế kỷ 18), việc lựa chọn vua chúa ở Ba Lan diễn ra thông qua việc bầu cử của một hội đồng nhất định khiến cho nước này trở thành nước có việc truyền ngôi vua đặc biệt nhất ở châu Âu khi đó.
Người cai trị đầu tiên của Ba Lan mà những nguồn sử liệu có thể kiểm chứng và xác thực đựợc là Miesko I. Ông cũng được cho là đã bắt đầu quá trình công giáo hóa Ba Lan thông qua việc chấp nhận làm lễ rửa tội vào năm 966. Người kế vị ông, Boleslaw I, bành trướng lãnh thổ Ba Lan và tự mình xưng vua vào năm 1025, qua đó trở thành vị vua đầu tiên của Ba Lan. Nhà Piast trong thời kỳ cai trị của mình có xưng vua chúa xen lẫn với xưng công tước (xen lẫn với thời kỳ cai trị của xứ Bohemia). Với cái chết của Casimir III, thời kỳ cai trị của nhà Piast đến hồi cáo chung. Nhánh Anjou của gia tộc nhà Capet tiếp nối nhà Piast cai trị Ba Lan. Sau đó, với việc kết hôn của con gái của Lajos I, Jadwiga với Jogaila, Đại Công tước xứ Litva và cũng là công tước Pagan cuối cùng của Litva. Sau khi ông làm lễ rửa tội theo truyền thống Thiên chúa giáo, Jogaila, với tên mới là Władysław II, đăng quang ngôi vua Ba Lan. Với việc Liên minh Krewo được thiết lập sau đó, liên minh cá nhân giữa Ba Lan và Litva chính thức được thành lập.
Ba Lan sau này bước vào thời kỳ hoàng kim về kinh tế, chính trị và văn hóa sau một thời gian ngắn khủng hoảng (1444 - 1447). Với việc ký kết Liên minh Lublin với Đại Công quốc Litva dưới thời Zygmunt II của Ba Lan, kỷ nguyên hoàng kim của Ba Lan kết thúc. Khi ông mất mà không có con nối dõi, Ba Lan bước vào thời kỳ quân chủ tuyển cử, với nhiều vị vua nước ngoài được bầu chọn và công nhận, ví dụ như Henri III của Pháp hay Stefan Báthory của Hungary. Nhà Vasa về sau cai trị Thịnh vương chung và đạt được nhiều thành tựu về đối nội cũng như đối ngoại, mặc dù có không ít những sai lầm về ngoại giao.
Giữa hai giai đoạn cai trị của hai gia tộc Vasa và Wettin là sự cai trị của Jan III Sobieski, một quý tộc nhà Sobieski. Ông là một vị tướng tài năng nhưng lại thất bại trong việc cải cách nền chính trị của Khối Thịnh vượng chung. Dưới thời kỳ cai trị của nhà Wettin sau đó, Khối thịnh vượng chung ngày càng phụ thuộc vào các nước lân bang như Tuyển hầu quốc Sachsen và Đế quốc Nga. Stanislaus II, vị vua cuối cùng của Khối, cố gắng cải cách Khối Thịnh vượng chung, nhưng thất bại và Liên bang Ba Lan-Litva chấm dứt sự tồn tại của mình sau hơn hai thế kỷ tồn tại.
Dưới thời kỳ chiến tranh của Napoleon, Công quốc Warszawa được thành lập và tồn tại với tư cách là một nhà nước vệ tinh của Pháp. Người cai trị duy nhất của Công quốc là Friedrich August I. Sau khi thua trận trong Chiến tranh với Nga, Nga và Phổ chiếm đóng lãnh thổ Công quốc và đến năm 1815, Công quốc chính thức bị xóa tên khỏi bản đồ châu Âu sau sự phân chia lãnh thổ nước này giữa Phổ và Nga. Sau này, khi Ba Lan được thành lập trở lại vào năm 1915, chế độ quân chủ bị bãi bỏ và nước Ba Lan lúc này quyết định theo thế chế Cộng hòa đại nghị.

## Những người cai trị theo truyền thuyết
| Tên                   | Xưng      | Chân dung   | Sinh - mất                                | Thời gian cai trị                         |
| --------------------- | --------- | ----------- | ----------------------------------------- | ----------------------------------------- |
| Lech                  | --        | không khung | Không rõ                                  | Không rõ                                  |
| Krak                  | --        | không khung | Khoảng thế kỷ thứ 8                       | Khoảng thế kỷ thứ 8                       |
| Krak II               | --        | không khung | Khoảng thế kỷ thứ 8                       | Khoảng thế kỷ thứ 8                       |
| Lech II               | --        | không khung | Khoảng thế kỷ thứ 8                       | Khoảng thế kỷ thứ 8                       |
| Wanda                 | --        | không khung | Khoảng thế kỷ thứ 8                       | Khoảng thế kỷ thứ 8                       |
| Leszko I              | Công tước | không khung | Khoảng thế kỷ thứ 7 - khoảng thế kỷ thứ 8 | Khoảng thế kỷ thứ 7 - khoảng thế kỷ thứ 8 |
| Leszko II             | Công tước | không khung | Khoảng thế kỷ thứ 8                       | Khoảng thế kỷ thứ 8                       |
| Leszko III            | Công tước | không khung | Khoảng thế kỷ thứ 8                       | Khoảng thế kỷ thứ 8                       |
| Popiel I              | Công tước | không khung | Khoảng thế kỷ thứ 8                       | Khoảng thế kỷ thứ 8                       |
| Popiel II             | Công tước | không khung | Khoảng thế kỷ thứ 9                       | Khoảng thế kỷ thứ 9                       |
| Piast Thợ sửa bánh xe | Công tước | không khung | Khoảng thế kỷ thứ 9                       | Khoảng thế kỷ thứ 9                       |

### Bán truyền thuyết
| Tên       | Xưng      | Chân dung   | Sinh - mất                                              | Thời gian cai trị         |
| --------- | --------- | ----------- | ------------------------------------------------------- | ------------------------- |
| Siemowit  | Công tước | không khung | Thế kỷ thứ 9                                            | Thế kỷ thứ 9              |
| Lestek    | Công tước | không khung | Khoảng giữa năm 870 và 880 - Khoảng giữa năm 930 và 950 | Giữa hai thế kỷ 9 và 10   |
| Siemomysł | Công tước | không khung | c. 900 - Khoảng giữa năm 950 và 960                     | Khoảng giữa thế kỷ thứ 10 |

## Nhà Piast
| Tên                                           | Xưng      | Chân dung   | Sinh - mất                                 | Thời gian cai trị                         | Hôn nhân |
| --------------------------------------------- | --------- | ----------- | ------------------------------------------ | ----------------------------------------- | --- |
| Mieszko I                                     | Công tước | không khung | c. 930 - 22 tháng 5 năm 992                | 960 - 22 tháng 5 năm 992                  | Doubravka xứ Bohemia 965 2 người conOda xứ Haldensleben 978/979 2 người con |
| Bolesław I Đại đế, Dũng cảm                   | Công tước | không khung | 967 - 17 tháng 6 năm 1025                  | 992 - 18 tháng 4 năm 1025                 | Hunilda (?) Con gái cuả Rikdag xứ Meißen Đầu những năm 980 Không có con Judit của Hungary (?) Không rõ thời gian kết hôn, có lẽ là sau năm 985 1 người conEmnilda xứ Lausitz 988 (?) 4 người conOda xứ Meißen Sau 30 tháng 1 năm 1018 1 người con |
| Bolesław I Đại đế, Dũng cảm                   | Vua       | không khung | 967 - 17 tháng 6 năm 1025                  | 18 tháng 4 năm 1025 - 17 tháng 6 năm 1025 | Hunilda (?) Con gái cuả Rikdag xứ Meißen Đầu những năm 980 Không có con Judit của Hungary (?) Không rõ thời gian kết hôn, có lẽ là sau năm 985 1 người conEmnilda xứ Lausitz 988 (?) 4 người conOda xứ Meißen Sau 30 tháng 1 năm 1018 1 người con |
| Mieszko II                                    | Vua       | không khung | c. 990 - 10/11 tháng 5 năm 1034            | 25 tháng 12 năm 1025 - 1031               | Richeza xứ Lotharingia c. 1013 4 người con |
| Bezprym                                       | Công tước | không khung | c. 986 - 1032                              | 1031 - 1032                               | Không rõ |
| Otto                                          | Công tước | không khung | 1000 - 1033                                | 1032 - 1033                               | Không rõ |
| Dytryk                                        | Công tước | không khung | sau năm 992 - sau năm 1033                 | 1032 - 1033                               | Không rõ |
| Mieszko II                                    | Công tước | không khung | c. 990 - 10/11 tháng 5 năm 1034            | 1033 - 1034                               | Richeza xứ Lotharingia c. 1013 4 người con |
| Bolesław Độc ác                               | Công tước | không khung | Trước năm 1016 - 1038/1039                 | 1034 - 1038/1039                          | Không rõ |
| Kazimierz I Kẻ khôi phục                      | Công tước | không khung | 25 tháng 7 năm 1016 - 19 tháng 3 năm 1058  | 1034/1040 - 1058                          | Maria Dobronega xứ Kiev c. 1040 5 người con |
| Bolesław II Người hào phóng, Đầu trọc, Độc ác | Công tước | không khung | c. 1042 - 2/3 tháng 4 năm 1081/1082        | 1058 - 1076                               | Vysheslava xứ Kiev Trước năm 1069 1 người con |
| Bolesław II Người hào phóng, Đầu trọc, Độc ác | Vua       | không khung | c. 1042 - 2/3 tháng 4 năm 1081/1082        | 1076 - 1079                               | Vysheslava xứ Kiev Trước năm 1069 1 người con |
| Władysław I                                   | Công tước | không khung | c. 1044 - 4 tháng 6 năm 1102               | 1079 - 4 tháng 6 năm 1102                 | Przecława (?) (?) 1 người con Judita xứ Bohemia c. 1080 1 người conJudith xứ Schwaben 1089 4 người con |
| Zbigniew                                      | Công tước | không khung | c. 1073 - 8 tháng 12 năm 1113 (?)          | 1102 - 1107                               | Không rõ |
| Bolesław III                                  | Công tước | không khung | 20 tháng 8 năm 1086 - 28 tháng 10 năm 1138 | 1107 - 1138                               | Sbyslava xứ Kiev Đầu năm 1103 2 người conSalome xứ Berg 1114 12 người con |

### Thời kỳ cát cứ (1138–1320)
| Tên                          | Xưng              | Chân dung   | Sinh - mất                                             | Thời gian cai trị                                | Hôn nhân |
| ---------------------------- | ----------------- | ----------- | ------------------------------------------------------ | ------------------------------------------------ | --- |
| Władysław II Kẻ bị trục xuất | Công tước Tối cao | không khung | 1105 - 30 tháng 5 năm 1109                             | 1138 - 1146                                      | Agnes nhà Babenberg c. 1125 5 người con                                                                          |
| Bolesław IV Tóc xoăn         | Công tước Tối cao | không khung | c. 1122 - 5 tháng 1 năm 1173                           | 1146 - 5 tháng 1 năm 1173                        | Verhuslava xứ Kiev c. 1137 3 người conMaria Giữa những năm 1160 - 1165 Không có con                              |
| Mieszko III Già              | Công tước Tối cao | không khung | c. 1127 - 13 tháng 3 năm 1202                          | 1173 - 1177                                      | Erzsébet của Hungary c. 1136 5 người conEvdokia xứ Kiev 1154 5 người con                                         |
| Kazimierz II Công chính      | Công tước Tối cao | không khung | c. 1138 - 5 tháng 5 năm 1194                           | 1177 - 1190/1191                                 | Helena xứ Znojmo Trước năm 1161 6 người con                                                                      |
| Mieszko III Già              | Công tước Tối cao | không khung | c. 1127 - 13 tháng 3 năm 1202                          | 1190/1191                                        | Erzsébet của Hungary c. 1136 5 người conEvdokia xứ Kiev 1154 5 người con                                         |
| Kazimierz II Công chính      | Công tước Tối cao | không khung | c. 1138 - 5 tháng 5 năm 1194                           | 1191/1191 - 1194                                 | Helena xứ Znojmo Trước năm 1161 6 người con                                                                      |
| Leszek I Da trắng            | Công tước Tối cao | không khung | c. 1184/1185 - 24 tháng 11 năm 1227                    | 1194 - 1198                                      | Gremislava xứ Luck 1207 3 người con                                                                              |
| Mieszko III Già              | Công tước Tối cao | không khung | c. 1127 - 13 tháng 3 năm 1202                          | 1198 - 1199                                      | Erzsébet của Hungary c. 1136 5 người conEvdokia xứ Kiev 1154 5 người con                                         |
| Leszek I Da trắng            | Công tước Tối cao | không khung | c. 1184/1185 - 24 tháng 11 năm 1227                    | 1199                                             | Gremislava xứ Luck 1207 3 người con                                                                              |
| Mieszko III Già              | Công tước Tối cao | không khung | c. 1127 - 13 tháng 3 năm 1202                          | 1199 - 13 tháng 3 năm 1202                       | Erzsébet của Hungary c. 1136 5 người conEvdokia xứ Kiev 1154 5 người con                                         |
| Władysław III Chân dài khều  | Công tước Tối cao | không khung | c. 1166/1167 - 3 tháng 11 năm 1231                     | 1202 - 1206                                      | Lucia xứ Rügen 1186 2 người con                                                                                  |
| Leszek I Da trắng            | Công tước Tối cao | không khung | c. 1184/1185 - 24 tháng 11 năm 1227                    | 1206 - 1210                                      | Gremislava xứ Luck 1207 3 người con                                                                              |
| Mieszko IV Chân vòng kiềng   | Công tước Tối cao | không khung | c. 1130 - 16 tháng 5 năm 1211                          | 1210 - 16 tháng 5 năm 1211                       | Ludmila 1170 - 1178 5 người con                                                                                  |
| Leszek I Da trắng            | Công tước Tối cao | không khung | c. 1184/1185 - 24 tháng 11 năm 1227                    | 1211 - 24 tháng 11 năm 1227                      | Gremislava xứ Luck 1207 3 người con                                                                              |
| Władysław III Chân dài khều  | Công tước Tối cao | không khung | c. 1166/1167 - 3 tháng 11 năm 1231                     | 1227 - 1229                                      | Lucia xứ Rügen 1186 2 người con                                                                                  |
| Konrad I                     | Công tước Tối cao | không khung | c. 1187/1188 - 31 tháng 8 năm 1247                     | 1229 -1232                                       | Agafya Svyatoslavovna người Rus Giữa các năm 1207 - 1210 10 người con                                            |
| Henryk I Râu rậm             | Công tước Tối cao | không khung | c. 1165 - 19 tháng 3 năm 1238                          | 1232 - 19 tháng 3 năm 1238                       | Hedwig xứ Andechs 1188 7 người con                                                                               |
| Henryk II Mộ đạo             | Công tước Tối cao | không khung | 1196 - 9 tháng 4 năm 1241                              | 1238 - 9 tháng 4 năm 1241                        | Anna xứ Bohemia 1216 10 người con                                                                                |
| Bolesław II Mọc sừng         | Công tước Tối cao | không khung | Khoảng giữa năm 1220 và 1225 - 26/31 tháng 12 năm 1278 | 9 tháng 4 năm 1241 - Khoảng sau tháng 7 năm 1241 | Hedwig xứ Anhalt 1242 6 người conAdelheid xứ Pommerellen c. 1261 1 người con Sophia xứ Dyhrn c. 1277 1 người con |
| Konrad I                     | Công tước Tối cao | không khung | c. 1187/1188 - 31 tháng 8 năm 1247                     | 1241 - 1243                                      | Agafya Svyatoslavovna người Rus Giữa các năm 1207 - 1210 10 người con                                            |
| Bolesław V Trong trắng       | Công tước Tối cao | không khung | 21 tháng 6 năm 1226 - 7 tháng 12 năm 1279              | 1243 - 7 tháng 12 năm 1279                       | Kinga của Ba Lan 1239 Không có con                                                                               |
| Leszek II Tóc đen            | Công tước Tối cao | không khung | c. 1241 - 30 tháng 9 năm 1288                          | 1279 - 30 tháng 11 năm 1288                      | Agrippina xứ Halych 1265 Không có con                                                                            |
| Henryk IV Ngay thẳng         | Công tước Tối cao | không khung | c. 1258 - 23 tháng 6 năm 1290                          | 1288 - 23 tháng 6 năm 1290                       | Konstancja xứ Wodzisław c.Tháng 3 năm 1280 Không có con Matilda xứ Brandenburg 1287/1288 Không có con            |

### Nỗ lực thống nhất Ba Lan (1295–1296)
| Tên         | Xưng      | Chân dung   | Sinh - mất                                    | Thời gian cai trị                            | Hôn nhân |
| ----------- | --------- | ----------- | --------------------------------------------- | -------------------------------------------- | --- |
| Przemysł II | Công tước | không khung | 14 tháng 10 năm 1257 - 8 tháng 2 năm 1296 (?) | 1290 - 10 tháng 4 năm 1291                   | Ludgarda xứ Mecklenburg 1273 Không có conRikissa của Thụy Điển 11 tháng 10 năm 1285 1 người conMargareta xứ Brandenburg Trước 13 tháng 4 năm 1293 Không có con |
| Przemysł II | Vua       | không khung | 14 tháng 10 năm 1257 - 8 tháng 2 năm 1296 (?) | 26 tháng 6 năm 1295 - 8 tháng 2 năm 1296 (?) | Ludgarda xứ Mecklenburg 1273 Không có conRikissa của Thụy Điển 11 tháng 10 năm 1285 1 người conMargareta xứ Brandenburg Trước 13 tháng 4 năm 1293 Không có con |

## Nhà Přemyslid
| Tên                                  | Xưng      | Chân dung   | Sinh - mất                                | Thời gian cai trị                        | Hôn nhân |
| ------------------------------------ | --------- | ----------- | ----------------------------------------- | ---------------------------------------- | --- |
| Václav II                            | Công tước | không khung | 27 tháng 9 năm 1271 - 21 tháng 6 năm 1305 | 1291 - 1300                              | Guta nhà Habsburg 24 tháng 1 năm 1285 10 người con Ryksa Elżbieta của Ba Lan 26 tháng 5 năm 1303 1 người cọn |
| Václav II                            | Vua       | không khung | 27 tháng 9 năm 1271 - 21 tháng 6 năm 1305 | 1300 - 1305                              | Guta nhà Habsburg 24 tháng 1 năm 1285 10 người con Ryksa Elżbieta của Ba Lan 26 tháng 5 năm 1303 1 người cọn |
| Václav III (Không làm lễ đăng quang) | --        | không khung | 6 tháng 10 năm 1289 - 4 tháng 8 năm 1306  | 21 tháng 6 năm 1305 - 4 tháng 8 năm 1306 | Wiola xứ Cieszyńska 5 tháng 10 năm 1305 Không có con                                                         |

## Nhà Piast (lần 2)
| Tên                                                    | Xưng | Chân dung   | Sinh - mất                                | Thời gian cai trị                         | Hôn nhân |
| ------------------------------------------------------ | ---- | ----------- | ----------------------------------------- | ----------------------------------------- | --- |
| Władysław I Władysław Lùn, Władysław Cao tới khuỷu tay | Vua  | không khung | 1260 - 2 tháng 3 năm 1333                 | 20 tháng 1 năm 1320 - 2 tháng 3 năm 1333  | Jadwiga xứ Kalisz 6 tháng 1 năm 1293 (?) 6 người con |
| Casimir III Casimir Đại đế                             | Vua  | không khung | 30 tháng 4 năm 1310 - 5 tháng 11 năm 1370 | 25 tháng 4 năm 1333 - 5 tháng 11 năm 1370 | Aldona xứ Litva 30 tháng 4/16 tháng 10 năm 1325 2 người con Adelheid xứ Hessen 29 tháng 9 năm 1341 Không có con Krystyna Rokiczana Sau tháng 5 năm 1356 Không có con Hedwig xứ Sagan c. 1365 3 người con |

## Nhà Anjou
| Tên     | Xưng     | Chân dung   | Sinh - mất                                | Thời gian cai trị                          | Hôn nhân |
| ------- | -------- | ----------- | ----------------------------------------- | ------------------------------------------ | --- |
| Ludwik  | Vua      | không khung | 5 tháng 3 năm 1326 - 10 tháng 9 năm 1382  | 17 tháng 11 năm 1370 - 10 tháng 9 năm 1382 | Margarethe xứ Bohemia Giữa năm 1342 và 1345 Không có con Elizabeta xứ Bosnia c. 20 tháng 6 năm 1353 3 người con |
| Jadwiga | Nữ vương | không khung | 18 tháng 2 năm 1374 - 17 tháng 7 năm 1399 | 16 tháng 10 năm 1384 - 17 tháng 7 năm 1399 | Władysław II Jagiełło 18 tháng 2 năm 1386 1 người con                                                           |

## Nhà Jagiellon
| Tên                       | Xưng | Chân dung   | Sinh - mất                                  | Thời gian cai trị                          | Hôn nhân |
| ------------------------- | ---- | ----------- | ------------------------------------------- | ------------------------------------------ | --- |
| Jagiełło                  | Vua  | không khung | c. 1352/1362 - 1 tháng 6 năm 1434           | 4 tháng 3 năm 1386 - 1 tháng 6 năm 1434    | Jadwiga của Ba Lan 18 tháng 2 năm 1836 1 người con Anna xứ Celje 29 tháng 1 năm 1402 1 người con Elizabeth Granowska 2 tháng 5 năm 1417 5 đứa con (?) Sofija nhà Alšėniškė 7/24 tháng 2 năm 1422 3 người con |
| Władysław III             | Vua  | không khung | 31 tháng 10 năm 1424 - 10 tháng 11 năm 1444 | 25 tháng 7 năm 1434 - 10 tháng 11 năm 1444 | Không kết hôn |
| Kazimierz IV              | Vua  | không khung | 30 tháng 11 năm 1427 - 7 tháng 6 năm 1492   | 25 tháng 6 năm 1447 - 7 tháng 6 năm 1492   | Elisabeth của Áo 10 tháng 2 năm 1454 13 người con |
| Jan I Jan Olbracht        | Vua  | không khung | 27 tháng 12 năm 1459 - 17 tháng 6 năm 1501  | 23 tháng 9 năm 1492 - 17 tháng 6 năm 1501  | Không kết hôn |
| Aleksander                | Vua  | không khung | 5 tháng 8 năm 1461 - 19 tháng 8 năm 1506    | 12 tháng 11 năm 1501 - 19 tháng 8 năm 1506 | Elena của Moskva 15 tháng 2 năm 1495 Không có con |
| Zygmunt I Zygmunt Cha     | Vua  | không khung | 1 tháng 1 năm 1467 - 1 tháng 4 năm 1548     | 8 tháng 12 năm 1506 - 1 tháng 4 năm 1548   | Barbora Zápolská 8 tháng 2 năm 1512 2 người con Bona Sforza 18 tháng 4 năm 1518 7 người con |
| Zygmunt II Zygmunt August | Vua  | không khung | 1 tháng 8 năm 1520 - 7 tháng 7 năm 1572     | 1 tháng 4 năm 1548 - 7 tháng 7 năm 1572    | Elisabeth của Áo 5 tháng 5 năm 1543 Không có con Barbara Radziwiłłówna 1547 Không có con Katharina của Áo 30 tháng 7 năm 1553 Không có con                                                                   |

## Thịnh vượng chung Ba Lan - Litva
| Tên                 | Xưng     | Chân dung   | Sinh - mất                                 | Thời gian cai trị                          | Hôn nhân |
| ------------------- | -------- | ----------- | ------------------------------------------ | ------------------------------------------ | --- |
| Henryk              | Vua      | không khung | 19 tháng 9 năm 1551 - 2 tháng 8 năm 1589   | 16 tháng 5 năm 1573 - 12 tháng 5 năm 1575  | Louise xứ Lorraine 15 tháng 2 năm 1575 Không có con                                                               |
| Anna                | Nữ vương | không khung | 18 tháng 10 năm 1523 - 9 tháng 9 năm 1596  | 15 tháng 11 năm 1575 - 18 tháng 9 năm 1587 | 1 tháng 5 năm 1576 Không có con                                                                                   |
| Stefan Batory       | Vua      | không khung | 27 tháng 9 năm 1533 - 12 tháng 11 năm 1586 | 1 tháng 5 năm 1576 - 12 tháng 12 năm 1586  | 1 tháng 5 năm 1576 Không có con                                                                                   |
| Zygmunt III         | Vua      | không khung | 20 tháng 6 năm 1566 - 30 tháng 4 năm 1632  | 18 tháng 9 năm 1587 - 19 tháng 4 năm 1632  | Anna của Áo 25 tháng 11/31 tháng 5 năm 1592 5 người con Constanze của Áo 11 tháng 12 năm 1605 7 người con         |
| Władysław IV        | Vua      | không khung | 9 tháng 6 năm 1595 - 20 tháng 5 năm 1648   | 8 tháng 11 năm 1632 - 20 tháng 5 năm 1648  | Cäcilia Renata của Áo 12 tháng 9 năm 1637 3 người con Louise Marie xứ Gonzaga 10 tháng 3 năm 1646 Không có con    |
| Jan II Kazimierz    | Vua      | không khung | 22 tháng 3 năm 1609 - 16 tháng 12 năm 1672 | 20 tháng 11 năm 1648 - 16 tháng 9 năm 1668 | Louise Marie xứ Gonzaga 30 tháng 5 năm 1649 2 người con Claudine Françoise Mignot 14 tháng 9 năm 1672 1 người con |
| Michał              | Vua      | không khung | 31 tháng 5 năm 1640 - 10 tháng 11 năm 1673 | 19 tháng 6 năm 1669 - 10 tháng 11 năm 1673 | Eleonore của Áo 27 tháng 2 năm 1670 Không có con                                                                  |
| Jan III Sobieski    | Vua      | không khung | 17 tháng 8 năm 1629 - 17 tháng 6 năm 1696  | 19 tháng 5 năm 1674 - 17 tháng 6 năm 1696  | Marie Casimire xứ Arquien 14 tháng 7 năm 1656 13 người con                                                        |
| August II Mocny     | Vua      | không khung | 12 tháng 5 năm 1670 - 1 tháng 2 năm 1733   | 15 tháng 9 năm 1697 - 13 tháng 10 năm 1706 | Christiane Eberhardine 20 tháng 1 năm 1693 1 người con                                                            |
| Stanisław I         | Vua      | không khung | 20 tháng 10 năm 1677 - 23 tháng 2 năm 1766 | 12 tháng 7 năm 1704 - 8 tháng 7 năm 1709   | Katarzyna Opalińska 10 tháng 5 năm 1698 2 người con                                                               |
| August II Mocny     | Vua      | không khung | 12 tháng 5 năm 1670 - 1 tháng 2 năm 1733   | 8 tháng 7 năm 1709 - 1 tháng 2 năm 1733    | Christiane Eberhardine 20 tháng 1 năm 1693 1 người con                                                            |
| Stanisław I         | Vua      | không khung | 20 tháng 10 năm 1677 - 23 tháng 2 năm 1766 | 12 tháng 9 năm 1733 - 26 tháng 1 năm 1736  | Katarzyna Opalińska 10 tháng 5 năm 1698 2 người con                                                               |
| Augustus III        | Vua      | không khung | 17 tháng 10 năm 1696 - 5 tháng 10 năm 1763 | 5 tháng 10 năm 1733 - 5 tháng 10 năm 1763  | Maria Josepha của Áo 20 tháng 8 năm 1719 14/16 người con                                                          |
| Stanisław II August | Vua      | không khung | 17 tháng 1 năm 1732 - 1 tháng 2 năm 1798   | 7 tháng 9 năm 1764 - 25 tháng 11 năm 1795  | Không kết hôn |

## Công quốc Warszawa
| Tên                | Chân dung   | Xưng      | Sinh - mất                                | Thời gian cai trị                        | Hôn nhân                                                         |
| ------------------ | ----------- | --------- | ----------------------------------------- | ---------------------------------------- | ---------------------------------------------------------------- |
| Friedrich August I | không khung | Công tước | 23 tháng 12 năm 1750 - 5 tháng 5 năm 1827 | 9 tháng 6 năm 1807 - 22 tháng 5 năm 1815 | Amalie xứ Zweibrücken-Birkenfeld 29 tháng 1 năm 1769 4 người con |

## Những người yêu sách với ngai vàng Ba Lan

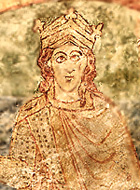
Vratislav II xứ Bohemia (1085–1092)
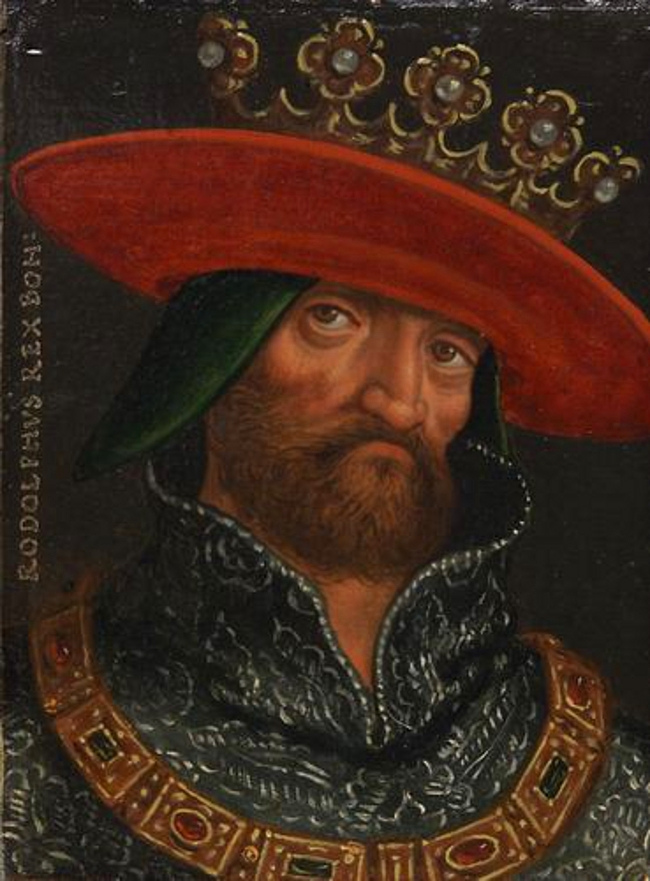
Rudolf I xứ Bohemia (1306–1307)
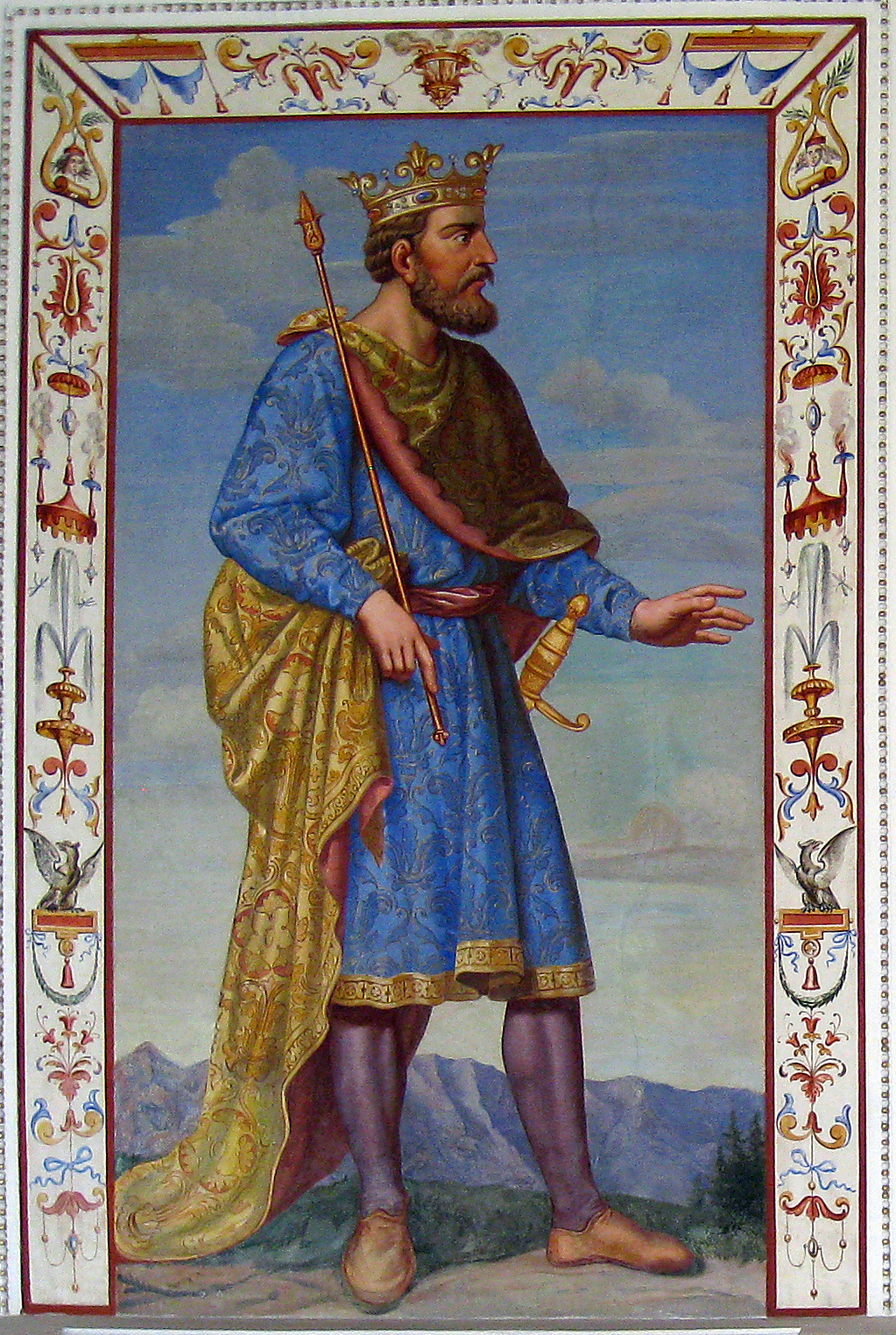
Heinrich xứ Bohemia (1307–1310)
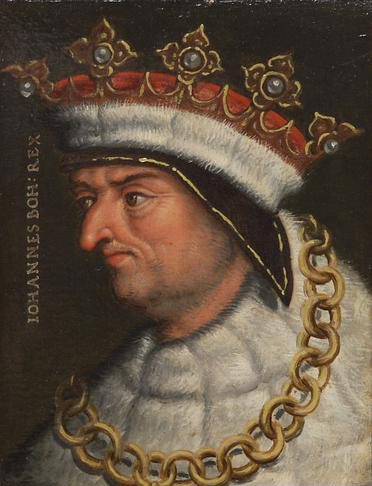
Jang xứ Bohemia (1310–1335)

### Không được hội đồng bầu cử chấp thuận

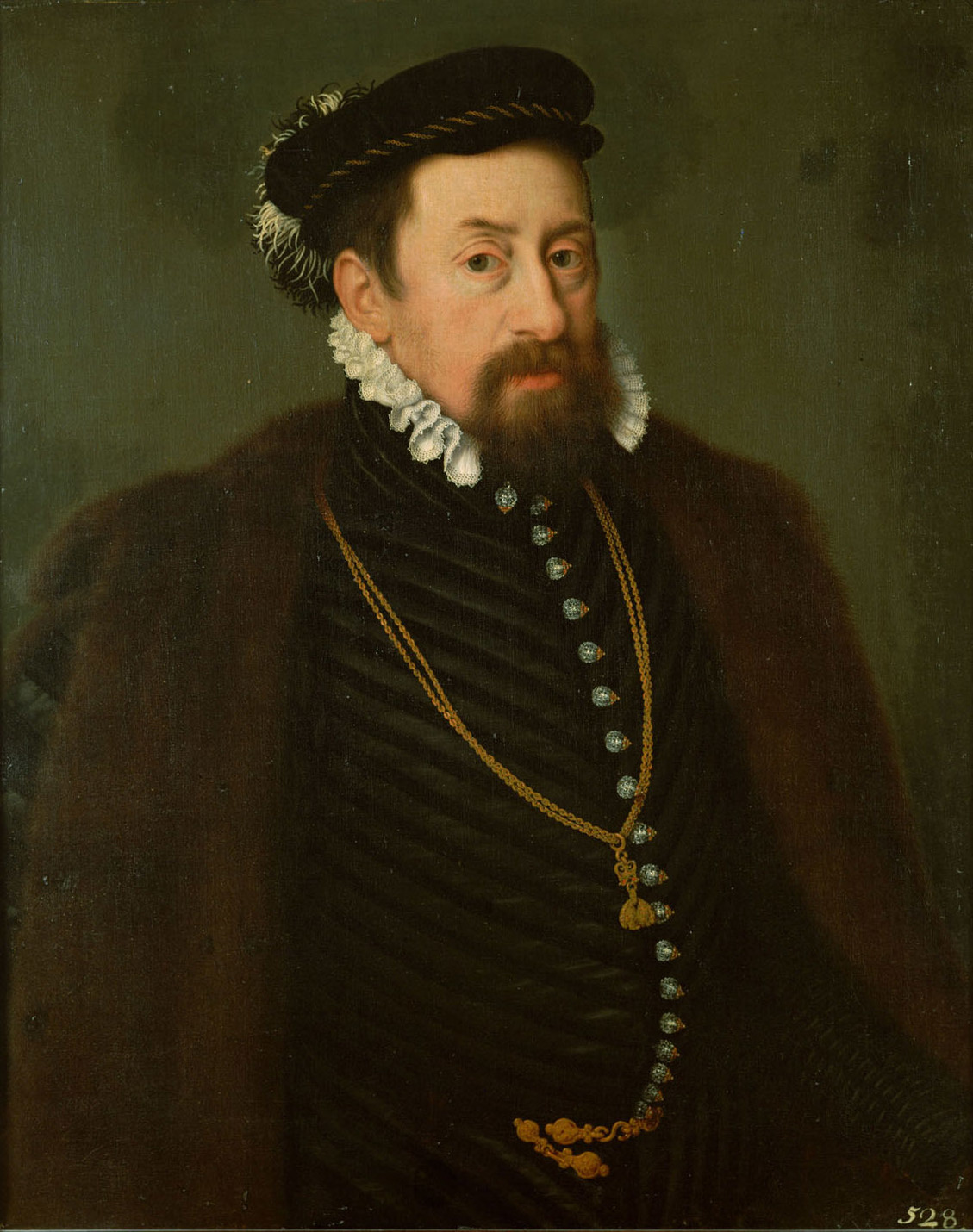
Maximiian II nhà Habsburg (1575–1576)
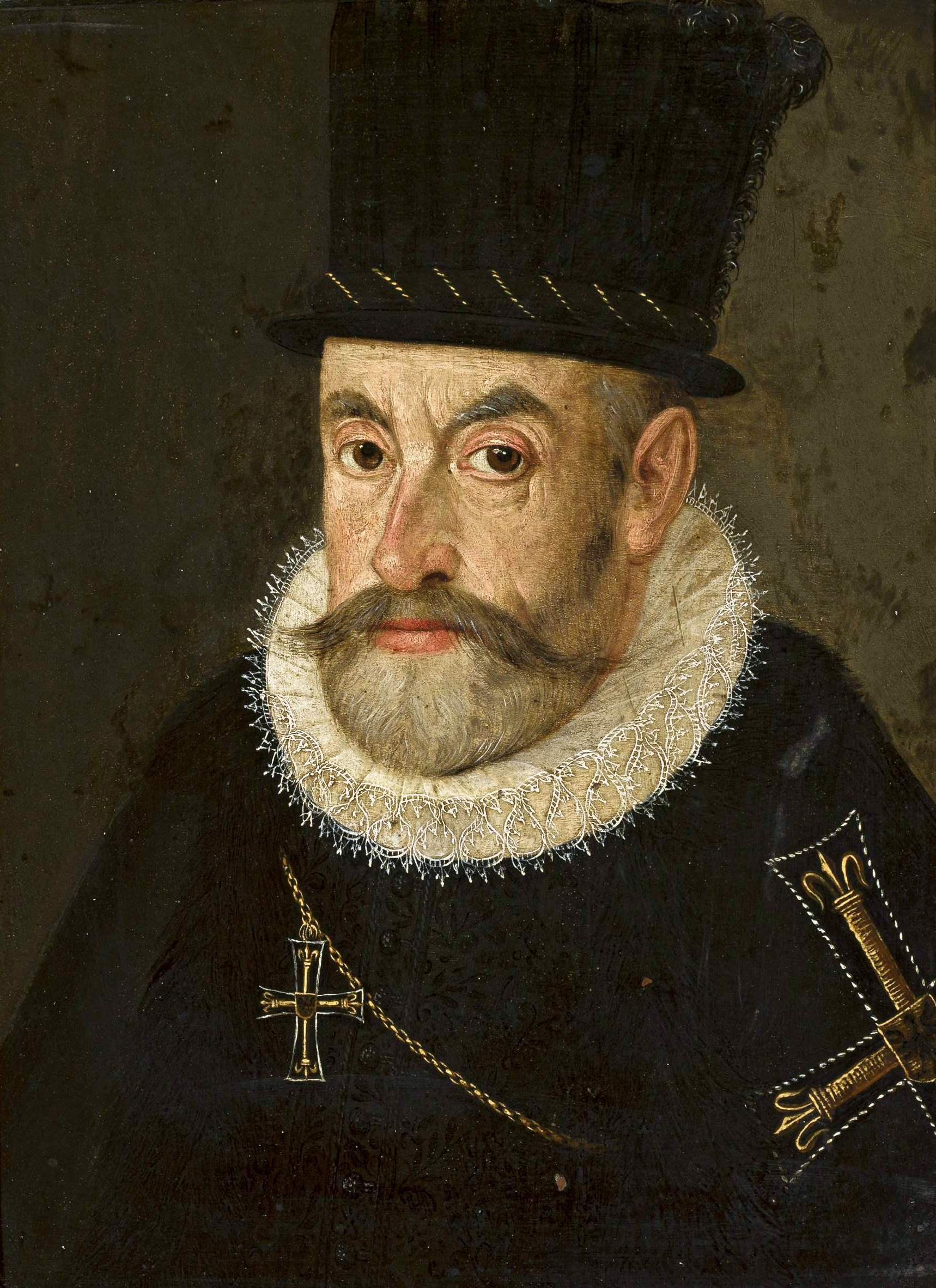
Maximilian III nhà Habsburg (1587–1589)
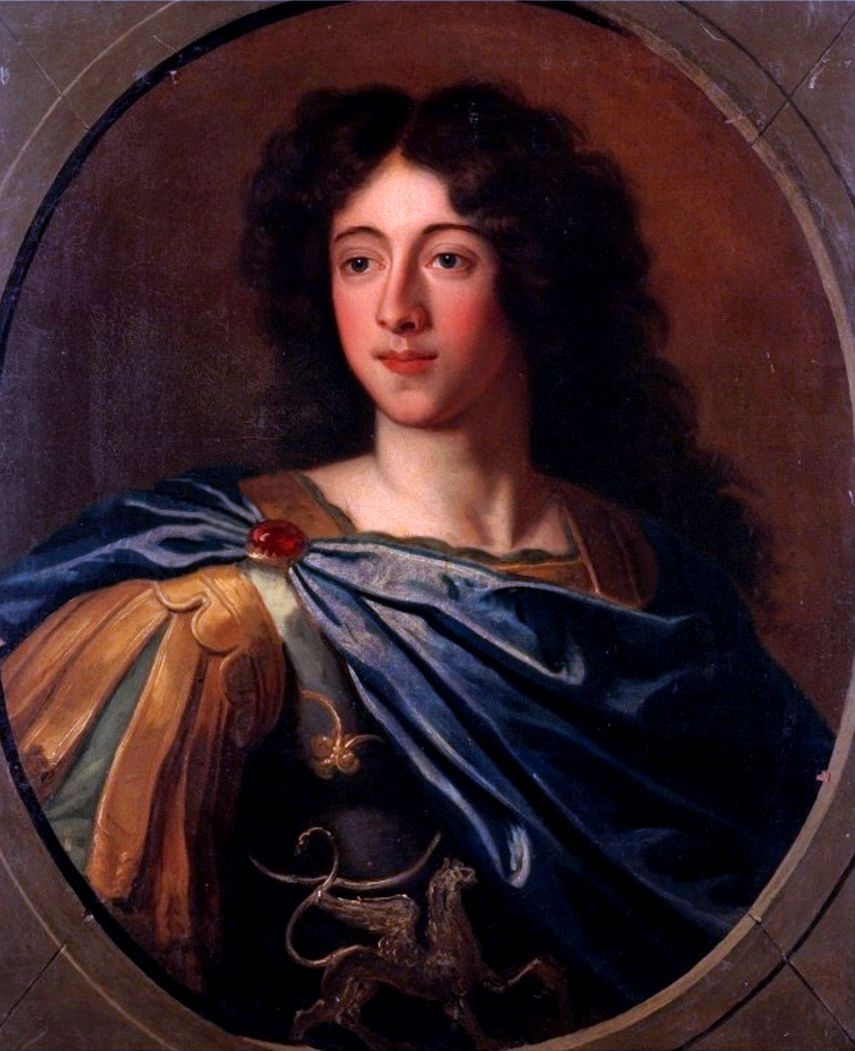
François Louis nhà Bourbon (1697)

## Cước chú
1. ↑  Không được viết tắt cũng như sử dụng các từ viết tắt chữ cái đầu tiên
2. ↑  Từ thế kỷ 17 trở về sau, Ba Lan còn được biết đến với cái tên Cộng hòa Đại bình yên Ba Lan (Tiếng Ba Lan: Najjaśniejsza Rzeczpospolita Polska, Tiếng Latin: Serenissima Res Publica Poloniae).
3. ↑  Kể từ năm 1574